# Faik Mintaş
Faik Mintaş (* 5. Dezember 1993 in Ahmetli) ist ein türkischer Fußballtorhüter, der derzeit für Sancaktepe Belediyespor spielt.

## Karriere
Mintaş begann hier in der Jugend von Turgutlu Egeli SK mit seiner Vereinskarriere und wechselte 2006 in die Jugend von Manisaspor. 2010 wurde er mit einem Profivertrag versehen in die Jugend vom Erstligisten Gençlerbirliği Ankara geholt. Hier spielte er ein Jahr lang ausschließlich für die Jugendmannschaft.
Im Sommer 2011 wechselte er samt Ablösesumme zur Profimannschaft vom Zweitligisten Karşıyaka SK. Hier spielt er überwiegend für die Reservemannschaft, sitzt aber als dritter Torhüter auch bei den Profis auf der Ersatzbank.
Zur Rückrunde der Saison 2012/13 wechselte Mintaş zum Ligakonkurrenten Samsunspor und eine halbe Spielzeit später zu Sancaktepe Belediyespor.